# 267-й истребительный авиационный полк
267-й истребительный авиационный Нижнеднестровский Краснознамённый ордена Суворова полк (267-й иап) — воинская часть Военно-воздушных сил (ВВС) Вооружённых Сил РККА, принимавшая участие в боевых действиях Великой Отечественной войны.

## История наименований полка
За весь период своего существования полк несколько раз менял своё наименование:
- 267-й истребительный авиационный полк;
- 267-й истребительный авиационный полк ПВО;
- 267-й истребительный авиационный полк;
- 267-й истребительный авиационный Нижнеднестровский полк;
- 267-й истребительный авиационный Нижнеднестровский Краснознамённый полк;
- 267-й истребительный авиационный Нижнеднестровский Краснознамённый ордена Суворова полк;
- Войсковая часть (Полевая почта) 40404.

## Создание полка
267-й истребительный авиационный полк начал формироваться 15 марта  1941 года на основании Директивы Орг/361-11-2-41 в составе 71-й истребительной авиационной дивизии ВВС Закавказского военного округа в Сулеймешкенте на самолётах И-153 на основе 45-го, 50-го и 68-го иап. Вместе с дивизией вошел в состав 8-го истребительного авиакорпуса ПВО.
| И-153 | ЛаГГ-3 |

## Расформирование полка
267-й истребительный авиационный Нижнеднестровский Краснознамённый ордена Суворова полк 15 апреля 1947 года расформирован в 236-й иад 11-й ВА ЗКВО.

## В действующей армии
В составе действующей армии:
- с 15 июля 1941 года по 29 октября 1942 года;
- с 2 марта 1943 года по 19 января 1944 года;
- с 12 мая 1944 года по 9 мая 1945 года.

## Командиры полка
- капитан, майор Орлов Константин Кузьмич[5], 14.03.1941 — 13.03.1943
- майор, подполковник Герасимов Пётр Васильевич[5], 14.03.1943 — 04.06.1943
- подполковник Аритов Иван Иванович[5], 11.06.1943 — 28.07.1944
- майор Щиров Сергей Сергеевич[5], 28.07.1944 — 31.12.1945

## В составе соединений и объединений
| Период        | Фронт (округ)              | армия                         | корпус                                    | дивизия                                       | примечание |
| ------------- | -------------------------- | ----------------------------- | ----------------------------------------- | --------------------------------------------- | --- |
| 15.03.1941 г. | Закавказский военный округ | ВВС округа                    |                                           | 25-я смешанная авиационная дивизия            | И-153 |
| 15.07.1941 г. | Закавказский военный округ | ВВС округа                    |                                           | 71-я истребительная авиационная дивизия       | Формирование закончено по штату 015/134, Кара-Чала, И-153                                                                               |
| 12.08.1941 г. | Закавказский фронт         | Бакинский корпусной район ПВО | 8-й истребительный авиационный корпус ПВО |                                               | По расформировании 71-й иад вошёл в состав 8-го иак на И-153, 1-я аэ передана на укомплектование 483-го иап                             |
| 31.12.1941 г. | Кавказский фронт           | Бакинский корпусной район ПВО | 8-й истребительный авиационный корпус ПВО |                                               | Кара-Чала, И-153 |
| 28.01.1942 г. | Закавказский военный округ | Бакинский корпусной район ПВО | 8-й истребительный авиационный корпус ПВО |                                               | И-153 |
| 15.05.1942 г. | Закавказский военный округ | Бакинская армия ПВО           | 8-й истребительный авиационный корпус ПВО |                                               | И-153 |
| 30.06.1942 г. | Закавказский военный округ | Бакинская армия ПВО           | 8-й истребительный авиационный корпус ПВО |                                               | Переформирован по штату 015/174. |
| 13.07.1942 г. | Закавказский военный округ | Бакинская армия ПВО           | 8-й истребительный авиационный корпус ПВО |                                               | Убыл на фронт, оставив 1-ю аэ в 8-м иак ПВО                                                                                             |
| 14.07.1942 г. | Северо-Кавказский фронт    | 5-я воздушная армия           |                                           |                                               | как отдельный иап |
| 15.07.1942 г. | Северо-Кавказский фронт    | 5-я воздушная армия           |                                           |                                               | Вступил в боевые действия. Выполнял задачи ПВО военных объектов Краснодарского края.                                                    |
| 02.08.1942 г. | Северо-Кавказский фронт    | 5-я воздушная армия           |                                           | 236-я истребительная авиационная дивизия      | |
| 03.09.1942 г. | Закавказский фронт         | 5-я воздушная армия           | Черноморская группа войск                 | 236-я истребительная авиационная дивизия      | |
| 29.10.1942 г. | Закавказский фронт         | 5-я воздушная армия           | Черноморская группа войск                 | 236-я истребительная авиационная дивизия      | Сдал самолёты И-153 в 977-й иап и убыл на доукомплектование и переучивание на новую технику                                             |
| 30.10.1942 г. | Закавказский фронт         | ВВС фронта                    |                                           | 26-й запасной истребительный авиационный полк | с. Барчало, Грузия. |
| 12.02.1943 г. | Закавказский фронт         | ВВС фронта                    |                                           | 26-й запасной истребительный авиационный полк | с. Барчало, Грузия. Переформирован по штату 015/284 и переучен на ЛаГГ-3                                                                |
| 13.02.1942 г. | Северо-Кавказский фронт    | 5-я воздушная армия           |                                           |                                               | как отдельный иап на ЛаГГ-3 |
| 02.03.1943 г. | Северо-Кавказский фронт    | 5-я воздушная армия           |                                           |                                               | Приступил к боевой работе на ЛаГГ-3 |
| 14.04.1943 г. | Северо-Кавказский фронт    | 5-я воздушная армия           |                                           | 236-я истребительная авиационная дивизия      | |
| 24.04.1943 г. | Северо-Кавказский фронт    | 4-я воздушная армия           |                                           | 236-я истребительная авиационная дивизия      | |
| 14.07.1943 г. | Южный фронт                | 8-я воздушная армия           |                                           | 236-я истребительная авиационная дивизия      | |
| 21.07.1943 г. | Южный фронт                | 8-я воздушная армия           | 7-й штурмовой авиационный корпус          | 236-я истребительная авиационная дивизия      | |
| 01.08.1943 г. | Южный фронт                | 8-я воздушная армия           |                                           | 236-я истребительная авиационная дивизия      | Во фронтовых условиях освоил истребители Як-1. Укомплектован самолётами за счёт полков 3-го иак, выбывших из 4-й ВА на переформирование |
| 20.10.1943 г. | 4-й Украинский фронт       | 8-я воздушная армия           |                                           | 236-я истребительная авиационная дивизия      | Як-1 |
| 20.01.1944 г. | Резерв ВГК                 |                               |                                           | 236-я истребительная авиационная дивизия      | Боевой работы не вёл. Занимался по плану учебно-боевой подготовки.                                                                      |
| 01.05.1944 г. | Резерв ВГК                 |                               |                                           | 236-я истребительная авиационная дивизия      | Переформирован по штату 015/364 и доукомплектован самолётами Як-9                                                                       |
| 02.05.1944 г. | 3-й Украинский фронт       | 17-я воздушная армия          |                                           | 236-я истребительная авиационная дивизия      | Як-1, Як-9 |
| 12.07.1944 г. | 1-й Украинский фронт       | 2-я воздушная армия           |                                           | 236-я истребительная авиационная дивизия      | Як-1, Як-9 |
| 13.08.1944 г. | 3-й Украинский фронт       | 17-я воздушная армия          |                                           | 236-я истребительная авиационная дивизия      | Як-1, Як-9 |
| 01.11.1944 г. | 3-й Украинский фронт       | 17-я воздушная армия          | авиационная группа Витрука                | 236-я истребительная авиационная дивизия      | Як-1, Як-9, Югославия |
| 01.11.1944 г. | 3-й Украинский фронт       | 17-я воздушная армия          | авиационная группа Витрука                | 236-я истребительная авиационная дивизия      | Як-1, Як-9, Югославия. Одновременно с боевой работой обучал личный состав 113 иап ВВС Югославии на самолётах Як-9 и Як-1.               |
| 09.05.1945 г. | 3-й Украинский фронт       | 17-я воздушная армия          | авиационная группа Витрука                | 236-я истребительная авиационная дивизия      | Як-1, Як-9, Югославия |
| 16.05.1945 г. | 3-й Украинский фронт       | 17-я воздушная армия          | авиационная группа Витрука                | 236-я истребительная авиационная дивизия      | передал всю матчасть в количестве 24 самолётов Як-1 и Як-9 в 113-й иап ВВС Югославской Армии                                            |
| 10.06.1945 г. | Южная группа войск         | 17-я воздушная армия          | авиационная группа Витрука                | 236-я истребительная авиационная дивизия      | Як-1, Як-9, Папоц, Венгрия |
| 07.09.1945 г. | Закавказский военный округ | 11-я воздушная армия          |                                           | 236-я истребительная авиационная дивизия      | Як-9, Ленинакан |
| 23.09.1945 г. | Закавказский военный округ | 11-я воздушная армия          |                                           | 236-я истребительная авиационная дивизия      | Получил на вооружение самолёты Як-3 |
| 15.04.1947 г. | Закавказский военный округ | 11-я воздушная армия          |                                           | 236-я истребительная авиационная дивизия      | расформирован |

## Участие в операциях и битвах
- ПВО объектов Бакинского корпусного района;
- ПВО военных объектов Краснодарского края;
- Тихорецко-Ставропольская оборонительная операция — с 15 июля 1942 года по 52 августа 1942 года.
- Армавиро-Майкопская операция — с 6 августа 1942 года по 17 августа 1942 года.
- Новороссийская операция — с 19 августа 1942 года по 26 сентября 1942 года.
- Туапсинская операция — с 25 сентября 1942 года по 30 октября 1942 года.
- Новороссийская операция «Море» — с 13 февраля 1943 года по 3 сентября 1943 года
- Краснодарская наступательная операция — с 13 февраля 1943 года по 16 марта 1943 года.
- Воздушные сражения на Кубани — с апреля по июль 1943 года
- Миусская оборонительная операция — с 17 июля 1943 года по 2 августа 1943 года.
- Донбасская операция — с 13 августа 1943 года по 22 сентября 1943 года.
- Миусская наступательная операция — с 17 августа 1943 года по 12 сентября 1943 года.
- Мелитопольская операция — с 26 сентября 1943 года по 5 ноября 1943 года.
- Никопольско-Криворожская наступательная операция — с 30 января 1944 года по 29 февраля 1944 года.
- Крымская наступательная операция — с 8 апреля 1944 года по 12 мая 1944 года.
- Львовско-Сандомирская операция — с 13 июля 1944 года по 6 августа 1944 года.
- Ясско-Кишинёвская операция — с 20 августа 1944 года по 29 августа 1944 года.
- Белградская операция — с 28 сентября 1944 года по 20 октября 1944 года.

## Первая победа полка в воздушном бою
Первая известная воздушная победа полка в Отечественной войне одержана 10 августа 1942 года: группой лётчиков в воздушном бою сбит немецкий бомбардировщик He-111.

## Почётные наименования
267-му истребительному авиационному Краснознамённому полку За отличие в боях при прорыве обороны противника южнее Бендеры и за овладение городом Кишинев 7 сентября 1944 года присвоено почётное наименование «Нижнеднестровский».

## Награды
- 267-й истребительный авиационный полк 10 августа 1944 года за образцовое выполнение заданий командования в боях с немецкими захватчиками, за овладение городом Станислав и проявленные при этом доблесть и мужество Указом Президиума Верховного Совета СССР награждён орденом Красного Знамени.
- 267-й истребительный авиационный Нижнеднестровский Краснознамённый полк 26 апреля 1945 года за образцовое выполнение боевых заданий командования в боях с немецкими захватчиками при овладении городами Секешфехервар, Мор, Зирез, Веспрем, Эньинг и проявленные при этом доблесть и мужество Указом Президиума Верховного Совета СССР награждён орденом Суворова III степени.

## Благодарности Верховного Главнокомандующего
За проявленные образцы мужества и героизма Верховным Главнокомандующим лётчикам полка в составе 236-й иад объявлены благодарности:
- за освобождение Ростовской области и города Таганрог[7].
- за овладение городом Станислав[8].

## Отличившиеся воины
- Тормахов, Дмитрий Дмитриевич, полковник в отставке, бывший командир эскадрильи 267-го истребительного авиационного полка 236-й истребительной авиационной дивизии 5-й воздушной армии Указом Президента России 19 февраля 1996 года удостоен звания Герой России.

## Лётчики-асы полка
| Фамилия, имя отчество       | Награды                    | Сбито самолётов (+ в группе) | Примечание |
| --------------------------- | -------------------------- | ---------------------------- | --- |
| Антипов Юрий Тихонович      |                            | 8 + 1                        | Лётчик полка: фев. 1943 — май 1945. Боевых вылетов: 262; воздушных боев: 35. |
| Исаенко Николай Фёдорович   |                            | 14 + 2                       | Лётчик полка: фев. — июнь 1943. Боевых вылетов: 274. |
| Ишоев Михаил Георгиевич     |                            | 9 + 0                        | Лётчик полка: фев. 1943 — май 1945. Боевых вылетов: 272; воздушных боев: 39. Умер в 2005 г. |
| Корзун Иван Афанасьевич     |                            | 6 + 0                        | Лётчик полка: апр. 1943 — май 1945. Боевых вылетов: 138; воздушных боев: 25. |
| Корнев Виктор Иванович      |                            | 9 + 0                        | Лётчик полка: июль 1942 — май 1945. Боевых вылетов: 409; воздушных боев: 42. |
| Манцызов Иван Никитович     |                            | 5 + 0                        | Лётчик полка: апр. 1943 — май 1945. Боевых вылетов: 269; воздушных боев: 32. |
| Морозов Владимир Михайлович |                            | 10 + 1                       | Лётчик полка: фев. 1943 — май 1945. Боевых вылетов: 259; воздушных боев: 41 |
| Петров Николай Павлович     |                            | 13 + 0                       | Лётчик полка: апр. 1943 — май 1945. Боевых вылетов: 133; воздушных боев: 29. Один самолёт противника сбит таранным ударом. |
| Погорелов Ефим Степанович   |                            | 5 + 0                        | Лётчик полка: апр. 1943 — июнь 1944. Погиб 14 июня 1944 г. Разбился в авиационной катастрофе. |
| Попов Алексей Павлович      |                            | 12 + 4                       | Лётчик полка: фев. 1943 — май 1945. Боевых вылетов: 217; воздушных боев: 58. |
| Сомкин Алексей Гаврилович   |                            | 8 + 0                        | Лётчик полка: 1944 — май 1945. Боевых вылетов: 192 |
| Тормахов Дмитрий Дмитриевич | Герой Российской Федерации | 14 + 1                       | Лётчик полка: апр. 1943 — май 1945. Боевых вылетов: 368; воздушных боев: 68. |
| Черкашин Илья Афанасьевич   |                            | 11 + 4                       | Лётчик полка: янв. 1943 — май 1945. Боевых вылетов: 281; воздушных боев: 72 |
| Чёрный Фёдор Игнатьевич     |                            | 5 + 2                        | Лётчик полка: авг. — окт. 1942. Боевых вылетов: 461 (21.07.1944). 07.10.1942 г. не вернулся из боевого вылета на штурмовку, считался пропавшим без вести. Был тяжело ранен, после госпиталя вернулся в строй и продолжил боевую работу в 975-м иап. |
| Члочидзе Дмитрий Георгиевич |                            | 8 + 0                        | Лётчик полка: фев. 1943 — май 1945. Боевых вылетов: 262; воздушных боев: 37. Погиб в 1946 г. |
| Щиров Сергей Сергеевич      |                            | 18 + 4                       | Командир полка: июль 1944 — май 1945. Боевых вылетов: 348; воздушных боев: 70. 26.12.1950 Г. в связи с осуждением за уголовное преступление лишён звания ГСС и всех наград. Умер 7 апреля 1956 г. Звание ГСС возвращено 14.04.1989.                 |

## Итоги боевой деятельности полка
Всего за годы Великой Отечественной войны полком:
| Выполнено боевых вылетов | Сбито самолётов в воздухе | Уничтожено самолётов всего |
| ------------------------ | ------------------------- | -------------------------- |
| 8531                     | 209                       | 218                        |

Свои потери:
| Потеряно самолётов, всего | Погибло лётчиков всего |
| ------------------------- | ---------------------- |
| 124                       | 47                     |

## Самолёты на вооружении
| Период                  | Самолёты |
| ----------------------- | -------- |
| 15.03.1941 — 29.10.1942 | И-153    |
| 12.02.1943 — 01.08.1943 | ЛаГГ-3   |
| 01.08.1943 — 23.09.1945 | Як-1     |
| 01.05.1944 — 23.09.1945 | Як-9     |
| 23.09.1945 — 15.04.1947 | Як-3     |

## Базирование
| Период                   | Аэродром                             |
| ------------------------ | ------------------------------------ |
| 11.04.1944 — 02.05.1944  | х. Весёлый, Одесская область         |
| 03.05.1944 — 13.05.1944  | х. Важный, Одесская область          |
| 14.05.1944 — 31.05.1944  | с. Раздельная, Одесская область      |
| 01.06.1944 — 03.076.1944 | с. Затишье, Одесская область         |
| 04.07.1944 — 25.07.1944  | с. Бурта, Каменец-Подольская область |
| 26.07.1944 — 13.08.1944  | с. Медзелюевка, Львовская область    |
| 14.08.1944 — 30.08.1944  | с. Раздельная, Одесская область      |
| 01.09.1944 — 03.09.1944  | с. Кубей, Одесская область           |
| 04.09.1944 — 07.09.1944  | с. Чоары-Дойчешты, Румыния           |
| 08.09.1944 — 14.09.1944  | с. Иванешты, Румыния                 |
| 15.09.1944 — 04.10.1944  | Добрич, Болгария                     |
| 05.10.1944 — 10.10.1944  | Плешою, Румыния                      |
| 11.10.1944 — 14.10.1944  | Турну-Северин, Румыния               |
| 15.10.1944 — 25.10.1944  | Белая Црква, Югославия               |
| 26.10.1944 — 02.12.1944  | Земув, Югославия                     |
| 03.12.1944 — 17.12.1944  | Господинце, Югославия                |
| 18.12.1944 — 15.03.1945  | Рума, Югославия                      |
| 16.03.1945 — 17.05.1945  | Бачки-Брестовец, Югославия           |
| 18.05.1945 — 23.05.1945  | Васцар, Венгрия                      |
| 24.05.1945 — 04.08.1945  | Папоц, Венгрия                       |
| 07.09.1945 — 15.04.1947  | Ленинакан, Армения                   |